# Contea di Hancock (Georgia)
La contea di Hancock (in inglese Hancock County) è una contea dello Stato della Georgia, negli Stati Uniti. La popolazione al censimento del 2000 era di 10 076 abitanti. Il capoluogo di contea è Sparta.